# 북벌 (국민당)

북벌 경로

북벌(중국어: 北伐, 병음: běi fá)은 1926년부터 1928년까지 중국국민당이 중국에 있던 군벌을 타도하기 위해 전개한 일련의 군사작전을 말한다. 이는 신해혁명 이후 지지 부진하던 중국 혁명을 가속화하고 전제군주제, 봉건제를 타도하기 위해 이루어졌고 결국 북양정부를 몰아내고 국민당(국민정부)이 중국을 재통일하게 되었다. 북벌은 총사령관 장제스가 지휘했으며, 두 단계로 나뉘어 진행됐다. 첫 번째 단계는 난징에 기반을 둔 장제스 휘하의 우익 국민정부 세력과 왕징웨이가 이끄는 우한의 좌익 세력으로 국민당이 정치적으로 분열되면서 1927년에 끝났다. 이러한 분열은 장제스가 국민당 내 공산주의자들을 대상으로 벌인 상하이 학살로 인해 촉발되었으며, 이는 제1차 국공 합작의 종말을 알렸다. 분열을 봉합하기 위해 장제스는 1927년 8월 국민혁명군 총사령관직에서 물러나 일본으로 망명했다.
북벌의 두 번째 단계는 장제스가 다시 지휘권을 잡은 1928년 1월에 시작됐다. 1928년 4월까지 국민주의 군대는 황하에 도달했다. 옌시산과 펑위샹을 비롯한 연합 군벌의 도움으로 국민주의 군대는 북양 군벌에 맞서 결정적인 승리를 거두었다. 베이징시에 접근하면서 만주에 기반을 둔 봉계 군벌의 지도자 장쭤린은 도주할 수밖에 없었고, 곧이어 일본군에 의해 암살당했다. 그의 아들인 장쉐량은 봉계 군벌의 지도자가 되었고, 1928년 12월 만주가 난징의 국민주의 정부의 권위를 수용할 것이라고 발표했다. 중국의 마지막 영토까지 국민당의 통제하에 들어오면서 북벌은 성공적으로 끝났고, 중국은 재통일되어 난징 10년의 시작을 알렸다.

## 배경

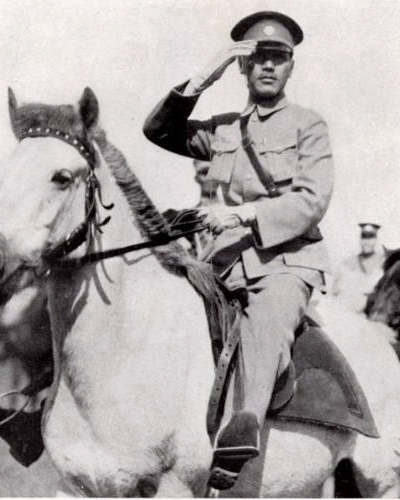
국민혁명군 총사령관이었던 장제스는 북벌을 통해 국민당과 중국의 지도자로 부상했다.

1920년대 베이징시에 기반을 둔 북양정부는 국제적으로 합법적인 중국 정부로 인정받았다. 그러나 중국의 대부분 지역은 북양정부의 통제하에 있지 않고, 군벌들의 지배를 받았다. 광저우시에 본거지를 둔 중국국민당은 민족 해방을 위한 당이 되고자 했다. 1922년 호법 운동이 끝난 이후 국민당은 중국 통일을 목표로 베이징의 북부 군벌에 대항하기 위한 원정을 준비하기 위해 병력을 증강해 왔다. 이러한 준비에는 국민당의 정치적, 군사적 힘을 강화하는 것이 포함됐다. 1925년 3월 사망하기 전, 중화민국의 건국자이자 국민당의 공동 건국자인 쑨원은 중소 협력을 지지했으며, 이는 중국공산당과 제1차 국공 합작을 형성하는 것을 포함했다. 국민당의 군사 부문은 국민혁명군이었다. 1922년부터 쑨원의 제자로 부상했던 장제스는 1924년에 중화민국 육군군관학교의 교장으로 임명되었고, 쑨원 사망 이후 빠르게 쑨원의 후계자 지위를 놓고 경쟁자로 부상했다.
1925년 5월 30일, 상하이시의 중국 학생들은 상하이 공공 조계에 모여 중국에 대한 외세 간섭에 반대하는 시위를 벌였다. 특히 국민당의 지지하에 이들은 외국 상품 불매운동과 영국과 미국이 통치하는 조계의 종식을 요구했다. 영국인이 주로 운영하는 상하이 경찰은 시위대에게 발포했다. 이 사건은 중국 전역에서 분노를 촉발했고, 6월 18일 시작된 광둥-홍콩 파업으로 절정에 달했으며, 이는 중국공산당의 비옥한 모병장이 되었다. 좌익 세력의 부상과 외세 무역에 크게 의존하는 광저우 정부의 자금 조달 능력에 대한 파업의 영향에 대한 우려는 연합전선 내부의 긴장을 고조시켰다. 이러한 배경 속에서 국민당 지도자 지위를 노리던 장제스는 북부 군벌에 대한 원정을 준비하기 위해 권력을 강화하기 시작했다. 1926년 3월 20일, 그는 중산함 사건으로 알려진 광저우 행정부와 군부 내에서 제안된 원정에 반대하는 강경 공산주의자들을 피 한 방울 흘리지 않고 숙청했다. 동시에 장제스는 소련에 화해적인 움직임을 보였고, 군벌에 대항하는 싸움에서 소련과 중국공산당의 지원 필요성과 국민당 내에서 공산주의의 영향력 확대에 대한 그의 우려 사이에서 균형을 맞추려고 노력했다. 쿠데타 이후 장제스는 강경 우익 세력의 일원이었던 우톄청 등이 숙청된 좌익 세력에 대한 보상으로 직위에서 해제되는 타협안을 협상했다. 이를 통해 장제스는 소련 후원자인 이오시프 스탈린과 중국공산당에 자신의 유용성을 입증할 수 있었다. 국민당 정부에 대한 소련의 지원은 계속되었고, 중국공산당과의 협력도 지속되었다. 국민당 우익, 장제스가 이끄는 중도파, 국민당 좌익, 그리고 중국공산당 간의 취약한 연합은 유지되었고, 이는 북벌의 토대를 마련했다.
1926년에는 중국 전역에 걸쳐 광저우의 국민당 정부에 적대적인 세 개의 주요 군벌 연합이 있었다. 우페이푸의 군대는 북부 후난성, 후베이성, 허난성을 점령했다. 쑨촨팡의 연합은 푸젠성, 저장성, 장쑤성, 안후이성, 장시성을 통제했다. 당시 북양정부의 수장이자 봉계 군벌의 지도자였던 장쭤린이 이끄는 가장 강력한 연합은 만주, 산둥성, 직례성을 통제했다. 북벌에 맞서기 위해 장쭤린은 결국 북중국 군벌들의 동맹인 "안국군"(중국어: 安國軍, 한어 병음: Ānguójūn, 웨이드-자일스: Ankuochün)을 결성했다.

## 1단계 (1926년 7월–1927년 4월)

### 우페이푸에 대항 (1926년 7월–9월)

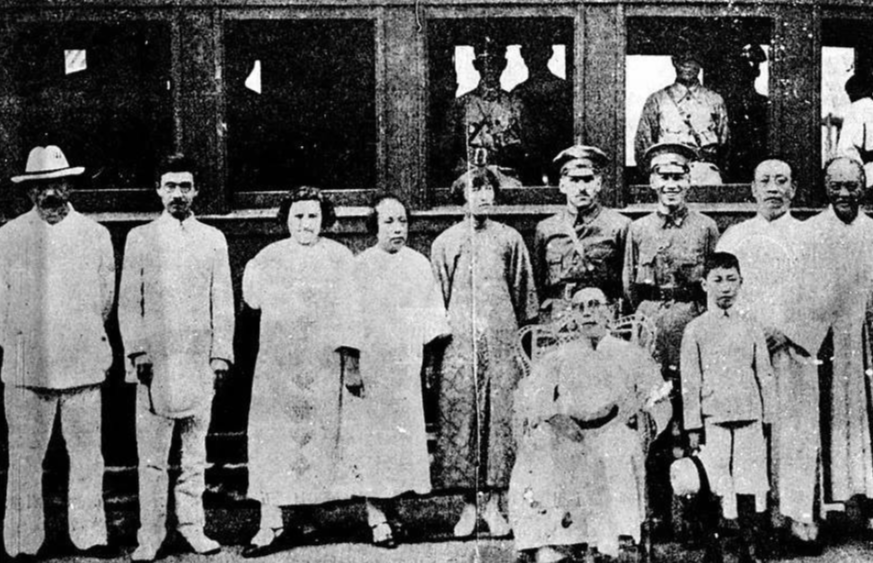
광저우를 떠날 준비를 하는 장제스. 사진 속 인물들은 맨 왼쪽의 미하일 보로딘, 오른쪽에 군복을 입은 바실리 블류헤르, 블류헤르의 오른쪽에 군복을 입은 장제스 본인이다.

국민당이 장악한 영토와 최근 동맹을 맺은 봉계 군벌 및 직계 군벌 세력 간의 국경에서 치열한 전투가 벌어지는 가운데, 국민주의 정부는 1926년 6월 5일 장제스를 국민혁명군 총사령관으로 임명했다. 장제스는 7월 9일 취임식에서 이 직위를 수락했는데, 이는 북벌의 공식적인 시작을 알렸지만, 군사적 충돌은 이미 진행 중이었다. 소련 고문 미하일 보로딘과 바실리 블류헤르가 주로 고안한 직계 군벌에 대항하는 국민당 북부 진격의 초기 전략은 우페이푸를 격파하고 쑨촨팡을 달래는 데 집중하는 한편, 봉계 군벌의 장쭤린은 무시하는 것이었다. 방어 태세에서 공격 태세로 전환한 국민당군은 광둥성의 기지에서 우페이푸가 통제하는 후난성으로 빠르게 진격하여 7월 11일 창사시를 점령했다. 당시 우페이푸의 대부분 병력은 베이징 근처 거용관에서 국민당에 동정적인 직계 군벌 탈영 세력인 서북군에 맞서 싸우고 있었다. 국민당이 적대감을 피했던 쑨촨팡은 국민당군이 우페이푸 영토로 더 깊이 진격하는 동안 개입하지 않았다. 봉계 군벌이 우페이푸에게 지원을 제안했지만, 그는 북부 군벌이 자신의 영토에 병력을 주둔시키는 것을 허용하면 자신의 지위가 약화될 것을 우려하여 도움을 거부했다. 8월 11~12일 창사시에서 열린 군사 회의에서 국민당은 쑨촨팡의 난창시를 우회하여 우페이푸의 거점인 우창구에 대한 직접 공격을 개시하기로 결정했다. 이러한 방식으로 그들은 19세기 태평천국의 난이 택했던 경로를 따랐다. 같은 회의에서 장군들에게 한 연설에서 장제스는 다음과 같이 선언했다.
"이 싸움의 중요성은 군벌의 운명을 결정하는 것에만 있는 것이 아니다. 중국 민족과 인종이 자유와 독립을 되찾을 수 있을지 여부가 걸려 있다. 다시 말해, 이것은 민족과 군벌, 혁명과 반혁명가들, 삼민주의와 제국주의 간의 투쟁이다. 모든 것은 지금 이 전투의 시기에 결정될 것이다… 우리 중국 민족에게 독립과 자유를 되찾아주기 위해서."

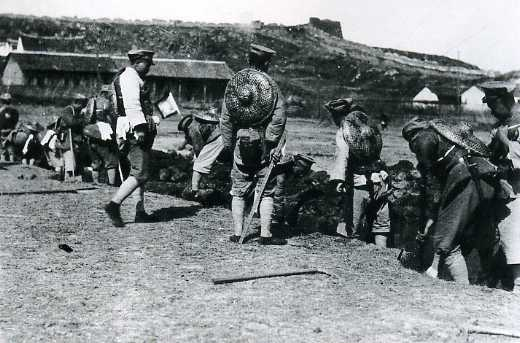
우창구 (현 우한시) 공격을 준비 중인 국민혁명군

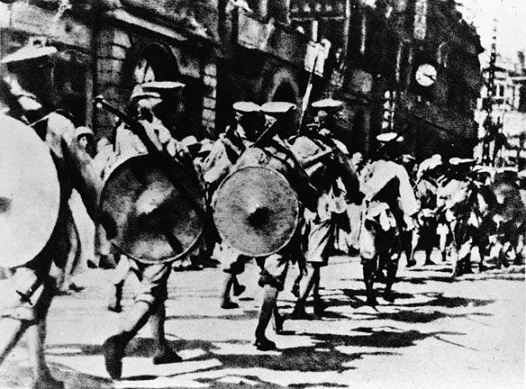
1926년 10월 한커우의 영국 조계에 진입하는 국민혁명군 병력

8월 22일 웨저우시의 양쯔강 항구를 점령하면서 후난성 전체가 국민당의 통제하에 들어갔고, 이는 징광 철로를 따라 우창으로 진격할 길을 열었다. 우페이푸의 군대가 북쪽으로 후퇴하면서 여러 양쯔강 둑을 무너뜨려 국민당군의 진격을 늦췄다. 8월 28일까지 리쭝런과 그의 신계계 국민혁명군 제7군이 이끄는 국민당군은 우창 남쪽으로 약 75 km 떨어진 셴닝시를 점령했다. 우창 방어를 위해 남쪽으로 돌아온 우페이푸는 허성교에 병력을 집결시켰다. 8월 29일, 그는 남쪽의 국민당군에 대한 역공을 감행하여 방어선을 약화시켰고, 다음날 정오까지 그의 병력은 우창 방향으로 전면 후퇴했다. 이 짧은 기간 동안 우페이푸는 8,000명의 병력을 잃었다. 이 중 최소 5,000명은 소총과 함께 포로로 잡혔고, 이는 국민당군에 큰 힘이 됐다. 9월 2일까지 국민혁명군은 우창을 거의 포위했다. 우페이푸와 그의 대부분의 군대는 북쪽 허난성으로 도주했지만, 성벽 도시의 나머지 병력은 한 달 이상 버텼다. 그러나 국민혁명군에 맞선 그의 실패는 그의 권력 장악력과 명성을 무너뜨렸다. 그의 군대 중 남은 병력은 다음 몇 달 동안 해체됐다.

### 쑨촨팡에 대항 (1926년 9월–1927년 2월)
우페이푸의 병력이 후퇴하면서 국민혁명군은 쑨촨팡이 통제하는 장시성, 즉 주장시와 성도인 난창시로 향했다. 쑨촨팡에게 광저우 정부가 불침략 조약을 제안했지만, 그는 자신의 행정부를 국민당 통치에 종속시키려 하지 않았다. 결과적으로 우창 포위가 진행 중이던 9월 4일, 장제스는 장시성 국경을 넘어 공격을 개시했다. 9월 19일까지 주장시와 난창시 모두 국민당의 통제하에 들어왔는데, 이는 쑨촨팡의 장군 중 한 명인 라이 스황의 이탈로 더욱 가속화되었다. 이러한 성공에도 불구하고, 9월 21일 쑨촨팡이 난징시에서 증원군과 함께 도착하면서 국민혁명군의 공세는 후퇴할 수밖에 없었다. 쑨촨팡은 잃었던 대부분의 영토를 되찾았고, 수백 명의 학생, 교사, 그리고 국민당의 의심스러운 구성원들을 살해하고 그들의 잘린 머리를 공공장소에 못 박아 전시하는 등 잔혹하게 자신의 권위를 재확인했다.

북벌 경로

북벌의 진격이 중단되자 장제스는 광저우 정부에 전보를 보내 여전히 진행 중인 광둥-홍콩 파업을 중단할 것을 요구했는데, 이는 그의 보급망을 계속 방해하고 있었다. 영국과의 협상이 9월 23일에 시작되었고, 파업은 마침내 10월 10일에 중단되었다. 이는 국민혁명군의 보급품 접근을 용이하게 했고, 파업 참가자 형태의 인력을 북부 진격을 위해 확보했다. 같은 날, 우페이푸의 남은 우창 병력이 항복하여 국민혁명군의 후베이성 정복이 완료되었다. 장시성에서 피비린내 나는 전투가 계속되는 동안, 저장성의 민정 장관 샤차오는 쑨촨팡의 부하 중 한 명이었지만 광저우의 국민당 정부로 이탈했다. 저장성 주민들은 이 성에 낯선 쑨촨팡의 통치에 점점 더 불만을 품게 되었고, 10월 16일 샤차오는 저장성의 독립을 선언했다. 저장성 출신인 장제스는 샤차오를 설득하여 국민당과 손잡게 할 수 있었다. 이탈 후, 샤차오는 쑨촨팡이 통제하는 상하이에 대한 공격을 시작했지만, 며칠 전 쑨촨팡이 샤차오의 계획을 감지했기 때문에 거의 즉시 저장성으로 후퇴할 수밖에 없었다. 쑨촨팡의 군대는 이후 저장성으로 진격하여 10월 23일까지 반란을 진압했다. 샤차오는 수백 명의 부대와 함께 처형되었고, 샤차오의 옛 본부에서 수천 명의 민간인이 학살되었다.
저장성 반란과 함께 국민혁명군은 장시성에서 공세를 계속했다. 쑨촨팡에 대한 압박을 가중시키기 위해, 산터우시에 기반을 둔 허잉친이 이끄는 국민혁명군 제1군은 광둥성 국경을 넘어 푸젠성으로 새로운 공세를 시작했다. 국민혁명군 병력은 외국 통치를 싫어했던 하카족을 포함한 많은 현지 주민들의 환영을 받았고, 점차 푸젠성 시골 지역으로 침투하기 시작했다. 허잉친의 병력은 해안을 따라 성도인 푸저우시로 진격했다. 10월 말까지 쑨촨팡의 병력은 장시성과 푸젠성 전역에서 다시 후퇴하고 있었다. 11월 초, 국민당군은 양쯔강의 주장시와 후커우현 항구를 점령하기 위해 이동했으며, 11월 9일까지 난창을 되찾았다. 쑨촨팡의 병력은 후퇴하면서 상당한 군수물자를 버렸고, 이는 제대로 무장하지 못한 국민혁명군에 힘이 됐다. 난창 최종 진격에서만 2만 명의 사상자를 냈다. 동시에 쑨촨팡 자신은 강력한 봉계 군벌의 도움을 얻기 위해 톈진시로 떠났다. 산둥성 군벌 장쭝창과 만주 군벌 장쭤린은 국민혁명군을 저지해야 한다는 데 동의하며 도움을 제안했지만, 그들의 도움에 대한 대가를 요구했다. 국민혁명군 공세가 푸젠성 전역으로 확산되면서, 11월 24일 산둥성에서 6만 명의 병력이 쑨촨팡이 통제하는 안후이성으로 도착했다. 이 병력은 12월 1일 "안국군"으로 재편성되었다. 장쭤린은 총사령관직을 맡았고, 장쭝창과 쑨촨팡은 부사령관이 되었다.

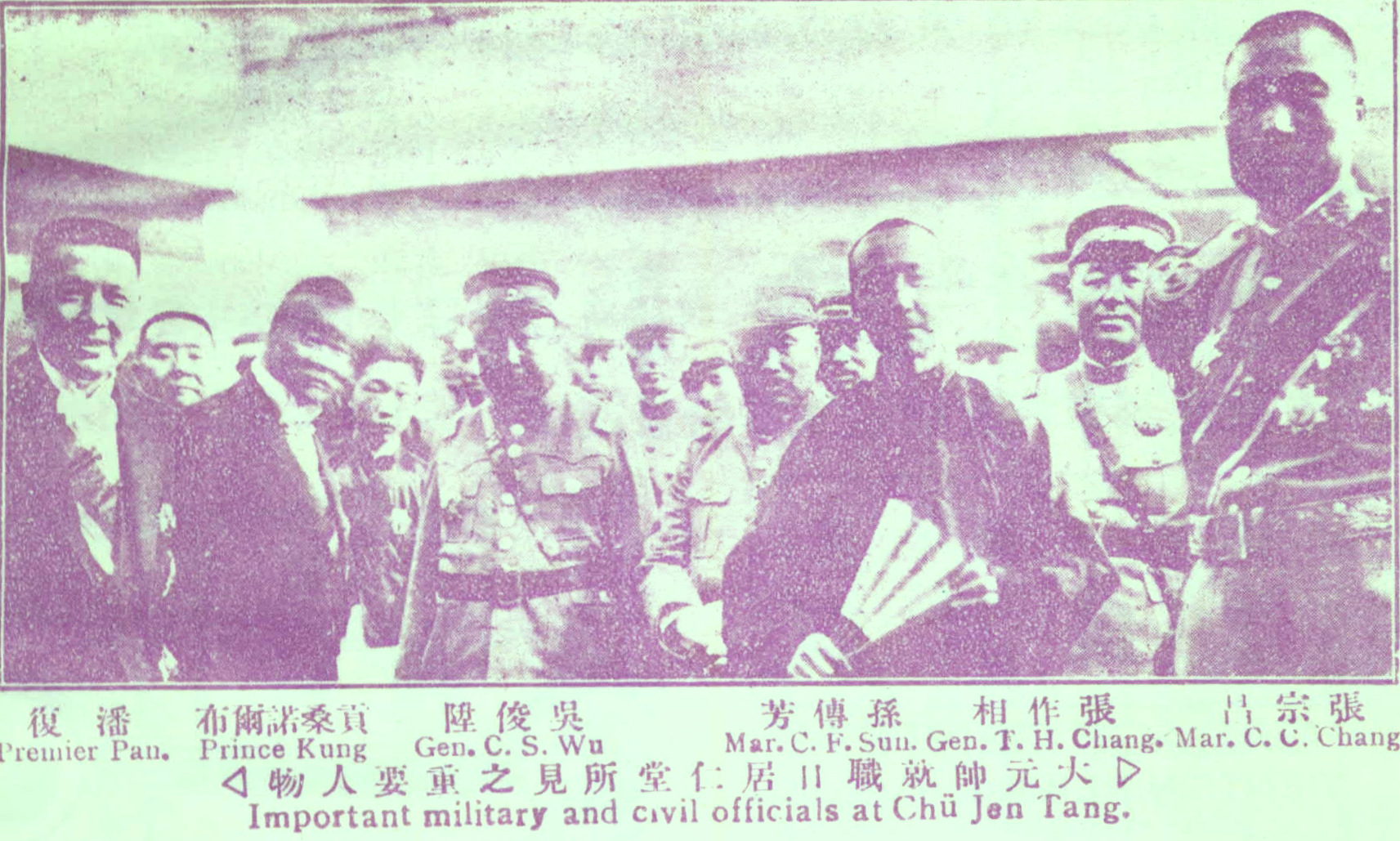
안국군 군정 요인들, 왼쪽부터 판푸, 군상노르부, 우쥔성, 쑨촨팡, 장쭤샹, 장쭝창

이 동맹은 쑨촨팡의 통제하에 있는 지역의 현지 주민들에게 매우 인기가 없었으며, 장쭝창의 북부 병력은 침략자로 간주되었다. 저장성 자치 운동은 계속되었고, 쑨촨팡에 명목상 충성하던 영향력 있는 성 인사들의 회의가 12월 8일 상하이에서 개최되었다. 푸젠성에서는 쑨촨팡의 많은 병력이 이미 국민혁명군으로 이탈했으며, 12월 9일 허잉친의 군대는 저항 없이 푸저우시로 진입했다. 12월 11일, 저장성 사령관 저우펑치는 국민혁명군으로의 이탈을 발표했다. 이는 연쇄적인 이탈을 시작으로, 저장성이 쑨촨팡의 "연합성"에서 분리되었고, 이후 광저우 정부로부터 자치권을 부여받았다. 이에 쑨촨팡은 저장성 국경에 군대를 집결시키고, 후방은 안국군으로 보호하며, 저장성으로 진격하여 대부분의 성을 되찾았다. 1월 10일까지 저장성 반군 병력의 대부분은 취저우시로 후퇴했다. 포위된 반군을 구하기 위해 허잉친은 푸젠성 기반 병력을 저장성으로 밀어 넣어 쑨촨팡의 진격을 막았다. 반군과 국민당군은 바이충시의 지휘 아래 합류하여 1월 20일 역공을 시작했다. 1월 29일까지 공세는 란시시와 진화시에 도달했고, 이곳에서 격렬한 전투 끝에 쑨촨팡의 병력은 치명적인 패배를 겪었다. 이 승리 이후, 국민혁명군은 성도인 항저우시에 대한 협공을 시작했다. 쑨촨팡의 북부 병력 중 많은 수가 패배로 사기가 떨어져 대열을 이탈하고 북쪽으로 이동하며 지나가는 마을과 촌락을 약탈했다. 병력이 혼란에 빠지자 이 지역의 쑨촨팡의 지휘관 멍차오웨는 2월 17일 항저우시를 포기하고 2만 명의 병력과 함께 기차로 장쑤성으로 도주하기로 결정했다. 2월 23일까지 저장성 전체가 국민당의 통제하에 들어왔다. 6개월 만에 국민주의자들은 약 1억 7천만 명의 인구가 거주하는 7개 성으로 통제 범위를 확장했다. 수많은 군벌과 그들의 군대의 이탈에 힘입어 국민혁명군은 이때까지 병력을 70만 명으로 늘렸다.

### 상하이-난징 공세 (1927년 2월–4월)
쑨촨팡은 이러한 좌절 이후 난징시로 후퇴했다. 봉계 군벌은 쑨촨팡의 도움 요청에 장쑤성과 안후이성에 증원군을 파견하고, 우페이푸를 지원하기 위해 허난성에 병력을 증강하여 응답했다. 두 개의 주요 봉계 군벌 부대인 장쭝창의 산둥군과 추위푸의 직례군은 1927년 2월 장강을 건너 쑨촨팡이 난징과 상하이를 방어하는 것을 돕기 위해 왔다. 저장성에서의 승리 이후, 장제스는 두 도시에 대한 공세를 시작하라고 명령했다. 항저우에 기반을 둔 동부 국민혁명군은 바이충시와 허잉친의 지휘 아래 3월 중순에 양면 공격을 시작했다. 바이충시의 병력은 상하이로 진격했고, 허잉친의 병력은 창저우로 이동하여 쑨촨팡의 생명선인 상하이-난징 철도를 차단하는 것을 목표로 했다. 한편, 청첸의 중앙 국민혁명군은 안후이성을 통해 난징으로 진격했으며, 쑨촨팡 군의 이탈로 길이 열렸다. 산둥군의 지원을 받는 쑨촨팡 군의 잔여 병력은 바이충시의 군대에 맞서 상하이 본토로 철수할 수밖에 없었다. 허잉친의 군대는 상하이와의 철도 연결을 빠르게 끊었고, 쑨촨팡은 해군의 이탈과 상하이의 공산주의자 총파업에 직면했다. 도시 외곽의 쑹장진에서 치열한 전투가 벌어졌지만, 3월 22일 바이충시의 병력은 상하이로 승리하며 진입했다. 봉계 군벌의 지원 작전은 북부 군벌들에게 "비용이 많이 드는 작전 재앙"으로 판명되었고, 그들의 군대는 막대한 사상자를 내어 양쯔강을 넘어 북쪽으로 후퇴할 수밖에 없었다. 한편, 파업은 3월 24일까지 계속되었고, 바이충시가 파업 종료를 명령했다. 파업으로 인한 전반적인 혼란은 322명의 사망자와 2,000명의 부상자를 냈다고 하는데, 이는 국민당이 공산주의 동맹에 대한 불안감을 느끼는 데 일조했다.
상하이를 장악한 국민혁명군은 이제 난징으로 눈을 돌렸다. 허잉친은 남동쪽에서 진격했고, 청첸은 남서쪽에서 왔다. 장쭝창은 3월 23일 자신의 산둥군에 난징에서 철수하라고 명령하여 도시가 무방비 상태가 됐다. 청첸은 다음날 도착하여 저항 없이 도시로 진입했다. 국민혁명군이 도착하자마자 도시에서 대규모 반외국인 폭동이 일어났는데, 이 사건은 "난징 사건"으로 알려지게 됐다. 영국과 미국 해군 병력이 각국 시민을 대피시키기 위해 파견되었고, 이로 인해 해군 포격이 발생하여 도시가 불타고 최소 40명이 사망했다. 허잉친의 병력은 3월 25일에 도착했고, 다음 날 청첸과 허잉친은 마침내 폭력을 종식시킬 수 있었다.
장제스 측은 린보취가 소요를 계획했다고 비난하며, 이를 국민당에 대한 국제 여론을 악화시키려는 시도로 간주했다. 중국공산당과 국민당 모두의 구성원이었던 린보취는 청첸 병력의 일부인 제6군의 정치지도원으로 복무하고 있었다. 누가 책임이 있든, 난징 사건은 제1차 국공 합작 내 긴장의 정점을 나타냈다. 국민정부는 광저우에서 우창과 두 개의 인근 도시를 합병하여 형성된 새로운 도시인 우한시로 이동했다. 우한 행정부는 점차 장제스로부터 멀어져 국민당 내 좌익, 소련 지원 세력의 중심지가 되었고 그의 권위를 제약했다. 공산당이 이끄는 노동조합들은 우한 자체와 명목상 국민당이 통제하는 영토 전역에서 거의 끊임없이 시위를 벌였고, 국민혁명군에 의해 해방된 지역에 병렬적인 행정 구조를 구축했다.
원정의 첫 번째 단계의 마지막 성공으로, 국민혁명군은 계속해서 안후이성의 주도인 허페이시와 작은 도시 벙부시를 점령했다. 이미 양쯔강 북쪽에서 작전 중이던 국민혁명군 병력은 장쑤성 북부로 계속 진격했다. 그러나 그들의 진격은 난징 사건 이후의 행정적 혼란으로 방해받았다. 우한의 좌익과 난징의 우익 간의 긴장은 정점에 달했고, 북벌은 중단됐다. 한편, 상하이-난징 공세 이후, 봉계 군벌 군대의 도움으로 쑨촨팡 군대는 완전히 붕괴되는 것을 막았고, 결국 다음 단계의 분쟁을 위해 병력을 재편성하고 강화할 수 있었다. 4월 3일 역공을 시작한 안국군은 4월 11일까지 국민혁명군을 양쯔강까지 161 km 이상 밀어낼 수 있었다.

## 반공 숙청 및 2단계 (1927년 4월–1928년 6월)

### 국민주의자들 내부의 갈등 (1927년 4월–8월)

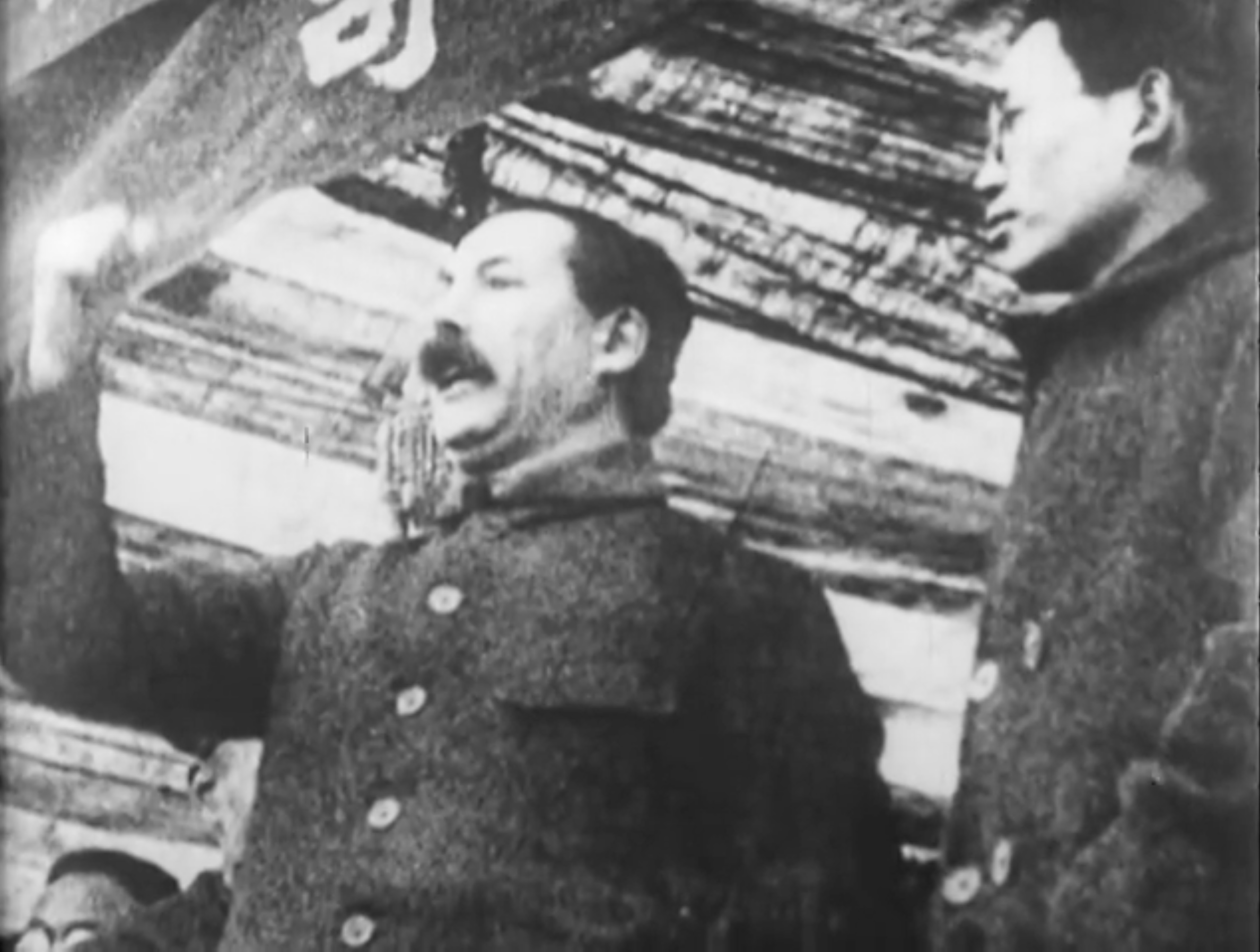
1927년 우한에서 연설하는 미하일 보로딘

제1차 국공 합작의 일환으로, 많은 중국공산당원들이 국민당에 가입했고, 그들은 국민당의 좌익에 상당한 영향력을 행사했다. 국민당과 모스크바 소련 정부 간의 공식 연락책이었던 미하일 보로딘은 수년간 이 동맹을 육성하면서 은밀히 중국공산당 확장을 장려했다. 소련의 지원을 받는 국민당의 좌익 세력은 우한의 국민주의 정부를 장악하게 되었고, 이 정부는 점차 국민혁명군 총사령관 장제스에게 불만을 표출했다. 4월 1일, 보로딘의 조언을 받은 우한 정부는 장제스의 외교, 재정, 통신 분야 권한을 박탈하고 그에게 상하이의 지휘소를 떠나 전선으로 갈 것을 명령하는 칙령을 발표했다. 이러한 명령은 우한 정부가 군사적 권한이 거의 없었기 때문에 아무런 효과가 없었다. 정부는 장제스를 "무장 해제"할 목적으로 소규모 병력을 난징으로 보낼 계획이었으나, 유럽 망명에서 왕징웨이가 귀국한 후 그 계획을 보류했다. 정부 구성원들의 요청으로 중국으로 돌아온 왕징웨이는 상하이에서 장제스의 환영을 받았고, 장제스는 권력 분담 협약을 제안했다. 왕징웨이는 협약을 고려하겠다고 말하고 4월 7일 우한행 배에 탑승했다. 그는 10일에 도착하여 우한 지도부의 열렬한 환영을 받았다. 왕징웨이로부터 장제스의 제안에 대해 들은 정부는 대신 제한된 병력을 베이징으로 진격시키기로 결정했다. 반면 장제스는 이미 상하이에서 공산주의자들을 숙청할 준비를 하고 있었다.
장제스는 청방이라는 상하이의 비밀결사와의 인맥을 이용하여 조직원들을 동원해 도시 내 모든 노동조합원과 공산주의자들을 살해하게 했다. 4월 12일부터 14일까지 상하이에서 장제스의 명령으로 수백 명의 공산주의자들이 체포되어 살해되었는데, 이 사건은 "4·12 사건"으로 불리게 됐다. 남부에서는 국민주의 지지자들이 공산주의자들의 보복으로 학살당했다. 이 두 사건은 국민주의자와 공산주의자 간의 동맹과 제1차 국공 합작을 사실상 종결시켰다. 그러나 뒤이은 백색 테러는 공산주의자들을 황폐화시켰고, 6만 명의 당원 중 1만 명만이 살아남았다. 이 숙청은 당시 우한 정부의 지도자였던 왕징웨이에 의해 비난받았고, 이는 우한의 국민당 좌익과 이후 난징에 자체 정부를 수립한 국민당 우익 간의 분열을 공식화했다. 난징에서 국민혁명군 입장의 위태로움은 명확했다. 도시가 중국의 수도로 승격된 것을 기념하는 행사에서 군벌 장쭝창의 포병대가 양쯔강 건너편에서 도시 해안가를 포격했다.
안국군의 끊임없는 공격 위협을 받는 난징-상하이 지역에서 1927년 5월 국민혁명군과 국민혁명군에 합류한 세력들이 일련의 독립적인 공세를 시작했다. 펑위샹과 그의 서북군은 산시성 (섬서성) 기지를 떠나 허난성의 뤄양시로 진격했다. 5월 10일, 국민혁명군 제1군과 제6군이 양쯔강을 건너 안후이성으로 진입했고, 5월 16일, 안후이성 서부에 기반을 둔 리쭝런은 제7군을 이끌고 허페이시로 향했다. 동시에 우한 정부는 탕성즈가 우한군 총사령관으로 임명되어 허난성에서 자체 작전을 시작했다. 우페이푸 군대 잔당의 이탈에 힘입어 탕성즈는 장쭤린의 아들이자 정치적 후계자인 "젊은 원수" 장쉐량의 군대와 싸우기 위해 진격하여 그들을 옌청시의 강까지 밀어붙였다.

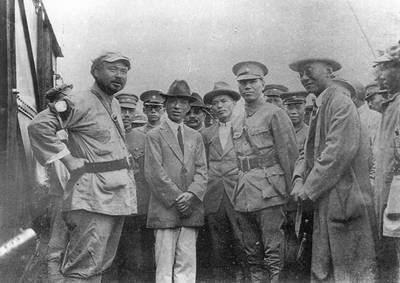
1927년 6월 19일 쉬저우에서 장제스와 만나는 펑위샹

5월 20일까지 리쭝런은 벙부시를 점령했고, 장제스는 장쑤성을 거쳐 산둥성의 군벌 기지를 향해 4갈래 공격을 감행했다. 허잉친은 전장시에서 양쯔강을 건너 국민혁명군 제1군을 이끌고 하이저우를 점령하기 위해 이동했다. 5월 28일, 리쭝런은 쑤저우를 점령했고, 서북군은 뤄양을 점령하여 장쭝창은 산둥성으로 병력을 철수시키고, 장쉐량은 황하 북쪽으로 후퇴할 수밖에 없었다. 장쉐량의 후퇴 이후, 펑위샹은 뤄양에서 동쪽으로 이동하여 정저우시로 향했다. 마침내 6월 2일, 국민혁명군은 중요한 철도 교차점인 쉬저우시를 점령했다. 룽하이 철로와 베이징-한커우 철도 모두 국민혁명군 또는 서북군의 통제하에 들어오면서 펑위샹은 우한과 난징의 파벌 정부와 직접 접촉하게 되었고, 이들은 모두 그의 도움을 요청했다. 그는 6월 10~11일 정저우에서 왕징웨이와 탕성즈를 만났고, 6월 19일 쉬저우로 가서 장제스를 만났다. 다음날, 펑위샹은 난징 파벌과 동맹을 맺고 자신이 통제하는 지역에서 공산주의자들을 숙청할 것이라고 발표하여, 탕성즈가 병력을 이끌고 우한으로 돌아가면서 우한 정부의 북진 계획을 좌절시켰다. 장제스는 산둥성으로 진격할 의도였지만, 6월에 관동군이 도착하여 좌절되었는데, 관동군은 표면적으로 칭다오시에 있는 일본 시민을 보호하기 위해 파견되었다. 이 무렵 우페이푸는 남은 병력을 이끌고 쓰촨성으로 후퇴했고, 그곳에서 은퇴를 발표했다. 7월 5일, 안국군 장군 천이옌은 국민혁명군으로 이탈했지만, 칭다오에 있는 그의 1만 명의 병력을 설득하여 그렇게 하지는 못했다.
우한에서 탕성즈는 난징 정부에 대한 공격을 위해 병력을 동원하기 시작했다. 이 위협을 인식한 장제스는 탕성즈를 막기 위해 산둥성 국경에서 병력을 철수시켰다. 이에 안국군은 7월 초 장제스에게 공격을 감행하여 잃었던 영토의 대부분을 되찾았다. 7월 24일까지 안국군은 쉬저우를 재탈환했다. 군벌들이 가하는 손실이 증가하는 가운데, 우한과 난징 파벌은 화해 회담을 시작했다. 우한 정부는 공산주의자들을 숙청하고 소련 고문들을 추방하여 두 파벌 간의 화해를 촉진했지만, 이로 인해 공산주의자 난창 봉기가 발발하여 그 권위가 약화되었다. 그러나 그동안 안국군 역공은 계속되어 8월 9일 벙부시에 도달했고, 장제스는 병력을 양쯔강 남쪽으로 철수시킬 수밖에 없었다. 그의 협력의 대가로 왕징웨이는 장제스가 총사령관 직위에서 사임하고 모든 정치적 직함을 포기할 것을 요구했다. 이에 따라 장제스는 8월 12일 사임했지만, 이것이 우한과 난징 파벌을 즉시 재통일시키지는 못했다.

### 장제스 없이 (1927년 8월–1928년 1월)

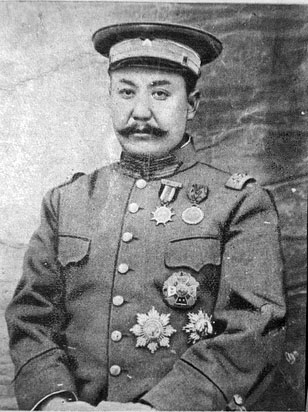
산시 군벌 옌시산은 1927년 10월 안국군과 싸우기 시작하여 국민당의 군사적 입지를 강화했다.

양측이 정치적 차이를 조정하려 노력하는 동안, 쑨촨팡의 군대는 양쯔강 건너편에서 난징을 계속 포격했다. 국민혁명군의 지속적인 혼란을 감지한 쑨촨팡은 안국군 지도자 장쭤린의 바람과는 달리 상하이를 탈환하려 시도했다. 8월 25일, 안국군 상륙대가 난징 근처 룽탄에서 양쯔강을 건너기 위해 파견되었다. 8월 26일 이른 아침, 수천 명의 쑨촨팡 군대가 강을 건너 상하이-난징 철도의 룽탄 역에 집결했다. 리쭝런의 국민혁명군 제7군은 잠시 안국군을 철도에서 몰아냈지만, 다음 날 수천 명의 쑨촨팡 군대(러시아 백군 용병 부대 포함)가 강을 건너 역을 다시 점령하여 난징과 상하이 간의 통신을 끊었다. 흔들리던 국민혁명군은 쑨촨팡 군대의 진격에 맞서 단결을 촉구하며 혁명 운동 내 모든 파벌에 서신을 보냈다. 이에 따라 쑨촨팡에 압력을 가하기 위해 펑위샹과 그의 서북군이 8월 28일 산둥성으로 공격을 감행했고, 우한은 병력을 북쪽으로 보내 쑨촨팡의 측면을 공격하려 했으며, 허잉친은 상하이에서 접근했다. 병력이 포위되고 강을 건너 병력을 계속 이동시킬 수 없게 되자, 안국군은 8월 30일 룽탄 철도역을 포기할 수밖에 없었다. 절박한 저항 시도로 쑨촨팡은 남은 4만 명의 병력을 집결시켜 8월 31일 역공을 감행했지만, 치열한 전투 끝에 이 병력 중 1만 명 이상이 사망하는 참패를 당했다. 쑨촨팡은 산둥성으로 도주할 수 있었지만, 그의 살아남은 병력은 국민혁명군에 항복할 수밖에 없었다.

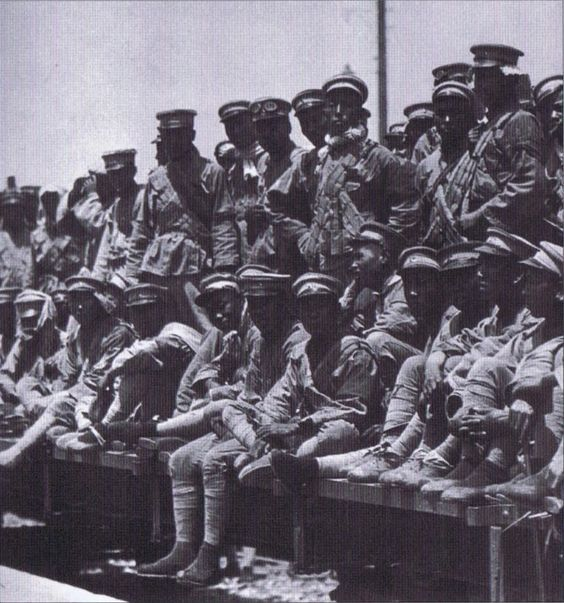
철도로 퇴각하는 북양 군벌 병사들.

승리를 거두면서 화해 회담은 9월 7일에 다시 시작되었고, 9월 15일 우한 정부는 해체되었으며, 신계계 장군들의 지도하에 난징에 새로운 연합 정부가 수립되었다. 왕징웨이는 새로운 정부에 합류하기를 거부했고, 탕성즈도 마찬가지였는데, 그는 독자적인 군벌이 되어 후베이성, 후난성, 장시성, 그리고 안후이성의 일부를 통제했다. 반면에 그때까지 독립적이었던 산시성 군벌 옌시산은 그의 성을 난징 정부와 제휴하여 국민혁명군 병력을 10만 명 늘리고 장쭤린에 대한 압박을 가중시켰다. 이어진 전투에서 산시성 군대나 봉계 군대 모두 우위를 점하지 못했다. 옌시산의 병력은 줘저우시에서 대규모 포위를 성공적으로 견뎌냈지만, 10월 15일 바오딩시에서 큰 패배를 겪었다. 그러나 탕성즈 병력의 위협은 국민혁명군의 북진을 방해했고, 그래서 10월에 국민혁명군은 그의 반란을 진압하기 위해 이동했다. 탕성즈는 11월 초에 패배했고, 얼마 지나지 않아 일본으로 망명했다. 탕성즈 문제를 해결하자 북진이 재개되었고, 11월 9일까지 벙부시에 도달했다. 계속 진격하면서 국민혁명군과 펑위샹의 서북군은 쉬저우시로 향했다. 안국군은 12월 12일 장갑열차의 선두에서 역공을 시도했지만, 연합 국민혁명군과 서북군에 의해 빠르게 밀려났고, 이들은 12월 16일 쉬저우시를 점령했다. 안국군은 다시 산둥성으로 후퇴했다.
한편, 광저우에서는 12월 11일 공산주의 봉기가 일어났다. 폭력적인 반란은 빠르게 진압되었고, 12월 13일 장제스는 소련과의 모든 잔여 관계를 종식시킬 것을 요구했다. 난징 정부는 이에 동의했고, 우한 정부 해체 후 광저우에 기반을 두었던 왕징웨이의 충성심에 대해서도 의심을 표명했다. 왕징웨이는 12월 17일 프랑스로 망명하여, 장제스가 총사령관으로 복귀할 길을 열었다. 장제스의 황포 군대의 군사적 성공으로, 다양한 국민당 파벌들은 장제스 지도부의 정당성을 인정하기로 합의했다. 결과적으로 장제스는 1928년 1월 1일 국민혁명군 총사령관 직위를 공식적으로 재개하라는 초청을 받았다.

### 재편성과 지난 사건 (1928년 1월–5월)
중국 북부의 혹독한 겨울로 인해 더 이상의 진격이 불가능해지자, 장제스는 재임명 후 몇 달 동안 자신의 통제권을 강화하고 난징 행정부의 통합성을 회복하는 데 시간을 보냈다. 2월 18일, 장제스는 "북벌군 총사령관" 칭호를 부여받았고, 허잉친은 국민혁명군 참모장이 됐다. 국민혁명군은 네 개의 "집단군"으로 재편성됐다. 제1집단군은 주로 광저우의 원래 국민혁명군 병력으로 구성되었고, 현재는 난징-상하이 지역에 기반을 두었다. 제2집단군은 펑위샹의 서북군, 제3집단군은 옌시산의 산시성 군대, 그리고 제4집단군은 리쭝런의 신계계 군대로 구성됐다. 이 시점에서 국민혁명군은 100만 명의 병력으로 구성되었는데, 대부분이 전직 군벌 군대 소속이었다. 3월에 원정 재개를 준비하면서 장제스는 외무부에 일본과의 협상을 명령하여 산둥성에 대한 일본의 추가 개입을 막으려 했다.
4월 1일까지 펑위샹의 국민혁명군 제2집단군(서북군)과 옌시산의 국민혁명군 제3집단군은 허난-산둥 국경과 베이징-쑤이위안 철도를 따라 안국군과 싸우기 시작했다. 북벌의 재개는 4월 7일 장제스에 의해 공식적으로 시작됐다. 펑위샹과 옌시산의 공격으로 안국군 방어선이 약화되자, 국민혁명군 제1집단군은 톈진-푸커우 철도를 따라 산둥성으로 진격하여 4월 16일까지 텅저우시를 점령했다. 한편, 펑위샹의 병력은 서쪽에서 산둥성으로 진격하여 15일 자샹현을 점령했다. 쑨촨팡은 국민혁명군 제1군과 제2군에 대한 양면 역공을 시도하여 제1군을 룽하이 철로까지 밀어내는 데 성공했다. 제2군에 대한 그의 공격은 실패했고, 21일까지 연합 국민혁명군은 그를 지닝시에서 성도 지난시로 철수시킬 수밖에 없었다. 쑨촨팡의 후퇴에 대한 미국측 기록에 따르면, "이 후퇴에 참여한 군대의 대다수는 말 그대로 신발 밑창이 닳도록 걸었고, 이는 식량 부족과 쉼터의 전적인 부족과 결합되어 거대한 무리가 더 이상 저항할 생각을 하지 못하게 했다." 한편, 쑨촨팡의 패배 소식을 들은 일본은 칭다오에서 지난시로 관동군 병력을 열차로 이동시키기 시작했다.
국민혁명군 제2집단군이 황하 남쪽 강변을 따라 지난시 북동쪽으로 진격하는 동안, 제1집단군은 타이안시의 톈진-푸커우 철도에서 동쪽으로 갈라져 태산 산맥을 넘어 자오지 철로를 통해 서쪽에서 지난시를 공격했다. 이 전략은 성공적이었고, 4월 29일까지 국민혁명군은 지난시를 거의 포위했다. 포위된 안국군은 약탈과 폭동이 발생하는 가운데 황하 북쪽 강변으로 후퇴했다. 이 시점에서 지난시에는 이미 일본인 민간인 2,000명을 보호하는 3,000명의 일본군이 주둔하고 있었다. 다음 날, 국민혁명군 병력은 지난시로 진입했다. 장제스는 5월 2일 도착하여 지난시에서 일본군 철수를 협상하려 했고, 현지 관동군 사령관 후쿠다 히코스케에게 일본 민간인의 안전을 보장했다. 후쿠다 히코스케는 동의했고, 그의 병력은 그날 밤 떠날 준비를 했다. 다음 날 이른 아침, 중국군과 일본군 사이에 충돌이 발생하여 "5·3 참변"으로 불리게 됐다. 5월 8일, 사소한 무장 충돌로 시작된 것이 지난시를 향한 전면적인 일본군의 공격으로 확대됐다. 이 사건 동안 일본군은 국민당 외교부장 차이궁시, 여러 외교관, 그리고 약 5천 명의 중국 민간인을 살해했다. 1928년 5월, 일본 효고현 고베시에서 한 중국인 남성이 지난 사건에 대한 복수로 일본인 7명 또는 11명을 총으로 쏘아 살해한 후 자살했다.

### 최종 공세 및 베이징 점령 (1928년 5월–12월)

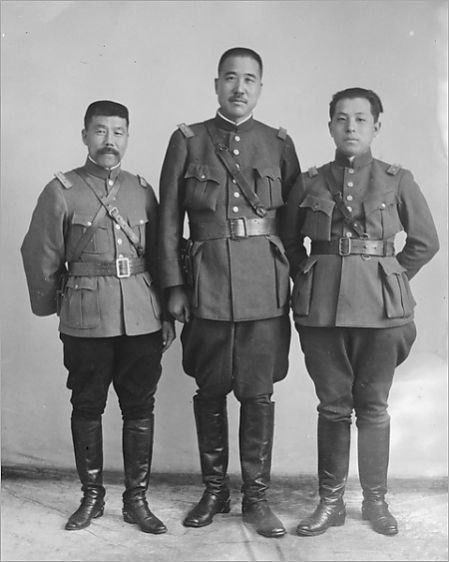
장쉐량 (오른쪽)이 국민주의 정부와 화해하기로 결정했을 때, 그의 옛 부하인 장쭝창 (가운데)과 추위푸 (왼쪽)는 그를 전복시키려 시도했지만 실패했다.

일본군과의 추가적인 대치를 피하기로 결정한 국민혁명군 제1군은 지난시를 우회하여 5월 13일 더저우시를 점령하며 계속 북진했고, 국민혁명군 제2군은 베이징-한커우 철도를 따라 북쪽으로 이동했다. 한편, 옌시산의 국민혁명군 제3군은 산시성 (산서성)의 기지에서 베이징시로 향했다. 제2군과 제3군은 화베이 평원의 바오딩시에서 만났다. 제2군이 바오딩시를 포위하는 동안, 제3군은 베이징시로 향하는 관문인 장자커우시 북쪽으로 이동했다. 그러나 5월 17일, 장쭤린의 병력은 20만 명의 역공을 시작하여 제1군을 다시 밀어내고 제2군을 바오딩시 남쪽 48 km 지점까지 밀어냈다. 베이징시로 전투가 가까워지자 일본은 국민혁명군과 장쭤린에게 만주에서의 어떠한 전투도 일본의 개입을 초래할 것이라고 경고하는 통신문을 보냈다. 지난시에서의 일본 학살과 자신을 연관시키는 국민당 선전에 지친 장쭤린은 "만주에 대한 일본의 이익을 인정하지 않을 것"이라고 답변하여 그의 입지를 위태롭게 했다. 그의 병력은 사기가 저하되었고, 안국군 역공의 추진력은 5월 25일까지 사라졌으며, 제3군은 그날 장자커우시를, 다음날 거용관을 점령할 수 있었다. 그의 중요한 철도 연결망에 대한 압박이 커지자, 장쭤린은 5월 30일 점차 화베이 평원에서 병력을 철수시키기 시작했다. 국민혁명군의 맹공과 일본의 압력에 직면하여 장쭤린은 6월 3일 자신의 참모진과 함께 기차로 만주로 대피하기로 결정했다. 다음 날 이른 아침, 일본 관동군이 기차 밑에 설치한 폭탄이 폭발하여 이른바 "황고둔 사건"으로 장쭤린이 사망했다. 그의 남은 병력은 더욱 사기가 저하되었고, 국민혁명군의 진격 압력에 무너졌다. 쑨촨팡은 6월 4일 방어선에서 병력을 철수시키고 일본이 통제하는 다이렌으로 도주하면서 안국군에 마지막 일격을 가했다. 6월 6일, 국민혁명군 제3집단군이 베이징시로 진입하여 북양정부를 종식시켰다. 다른 국민혁명군 병력은 다음 며칠 동안 베이징시 지역에 도착했다. 장쭝창의 부하 쉬위안취안은 이후 6월 11일 톈진시를 국민혁명군 제1집단군에 항복시켰다.
장쉐량은 장쭤린의 뒤를 이어 봉계 군벌의 지도자가 되었고, 전쟁을 끝내고 국민주의자들과 협력하기로 결정했다. 장쭝창과 추위푸가 이끄는 산둥-직례군은 항복을 거부했으며, 패배에도 불구하고 여전히 약 6만~7만 명의 병력과 콘스탄틴 네차예프 장군 휘하의 러시아 백군 용병이 운용하는 최소 3대의 장갑열차를 보유하고 있었다. 장쉐량이 국민주의자들과 손을 잡았으므로, 장쭝창은 봉계 군벌에 전쟁을 선포했다. 일본의 지원을 받은 산둥-직례군은 8월 2일 탕산시의 기지를 떠나, 롼허를 건너 만주를 침공했다. 그러나 6일간의 전투 끝에 반항적인 군벌군은 국민당군과 장쉐량에 합류한 병력에게 포위됐다. 장쭝창의 많은 병력(러시아 백군 용병 포함)이 이탈하거나 탈영했고, 항복을 거부한 이들은 살해됐다. 중국 국민당군은 1928년 산둥성에서 장쭝창을 섬기던 러시아 용병의 장갑열차를 나포했고, 러시아 포로들의 코를 밧줄로 꿰어 공개적으로 거리에서 행진시키는 등 잔인하게 다뤘으며, 이는 "코를 꿰뚫은 굵은 밧줄"로 묘사됐다. 장쉐량은 1928년 12월 29일 난징의 국민주의 정부에 공식적으로 충성을 선언했으며, 이는 북벌의 공식적인 종료와 중국의 재통일을 의미했다.

## 여파

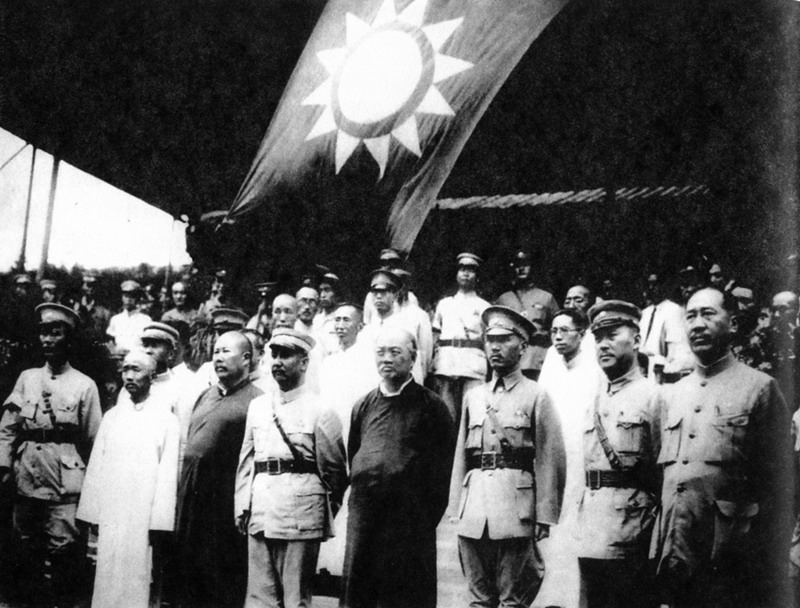
1928년 7월 6일, 북벌 지도자들이 베이징 벽운사에 있는 쑨원의 능묘에 모여 임무 완료를 기념하고 있다.

베이징시 점령 후, 장제스와 그의 행정부는 전시 체제를 평시 체제로 전환하기 위해 신속하게 정부를 재편성했다. 7월, 그와 4개 집단군 지도자들은 베이징에서 만나 약 220만 명에 달하는 국민혁명군 병력의 동원 해제와 무장 해제에 대해 논의했다. 장제스는 국내 발전을 위한 정부 자금을 확보하기 위해 군대 규모를 절반으로 줄이기를 원했다. 새로운 행정부의 통합 부족이 빠르게 드러났고, 7월 14일 펑위샹은 베이징시를 떠났다. 국민당 총회는 8월 8일부터 14일까지 난징에서 개최됐다. 비국민당원인 펑위샹과 옌시산도 참석한 이 회의의 주요 논의 주제는 중앙집권화였다. 장제스는 군벌 시대의 지역주의적 경향을 억제하기 위해 다양한 지방 기관을 통해 행사되던 권력을 중앙 정부에 집중시키기를 원했다. 재정부장 쑹쯔원은 모든 수입을 국고에 집중시킬 것을 요구했다. 그러나 결국, 실제 중앙집권화는 다양한 사령관, 즉 전직 군벌들이 자신들의 재정적, 군사적 권력을 국가 정부에 양도할 때에만 가능하다는 것이 인정됐다. 이러한 원칙들은 명목상 국민당원들의 동의를 얻었지만, 실제 실행은 보장되지 않았다.
새로운 평시 난징 정부는 신해혁명 시작 17주년이 되는 1928년 10월 10일에 출범했고, 장제스가 수장이 됐다. 그러나 나라는 사실상 군사 지도자들이 통제하는 다섯 개의 영역으로 나뉘어 있었다. 난징 파벌은 난징과 상하이 주변 지역을 통제했고, 신계계는 후베이성, 후난성, 광시성을 통제했다. 펑위샹의 서북군은 계속해서 산시성 (섬서성), 허난성, 그리고 산둥성과 직례성의 일부를 통제했으며, 옌시산은 산시성 (산서성), 베이징시, 그리고 톈진시 주변 지역을 통제했다. 장쉐량은 준독립 국가로 만주를 계속 통제했으며, 쓰촨성, 윈난성, 구이저우성의 지방 군벌들은 북벌 이전과 동일하게 남아 있었다.
패배한 군벌 장쭝창은 1929년 자신의 옛 영토인 산둥성으로 돌아와 북벌 중 국민주의자들에게 이탈했던 옛 부하 류전녠에 대항하여 반란을 일으켰다. 반란은 빠르게 진압되었지만, 이는 난징 정부가 중국의 광대한 영토를 확고히 장악하지 못했음을 보여주었다. 장제스가 군대를 감축하고 난징의 국민주의 정부의 권력을 중앙집권화하려 시도하면서, 군사력이 거의 온전한 상태로 남아 있던 지역 군벌들은 장제스에 대한 충성을 포기하고 국민당에 대항하는 동맹을 형성하기 시작했다. 이러한 패권 다툼은 1929-30년 중원 대전으로 무력 충돌로 비화했다. 장제스가 그 전쟁에서 궁극적으로 승리하여 중국 전체의 단독 지도자로서의 지위를 확보했지만, 지역주의와 군벌주의는 계속되어 국가를 약화시키고 중일 전쟁과 국공 내전의 토대를 마련했다.

### 소련에서
북벌은 소련의 이오시프 스탈린과 레프 트로츠키 간의 논쟁 지점이 되었다. 스탈린은 국민당이 중국 혁명을 완수할 능력이 더 있다고 믿었기 때문에 여러 차례 중국공산당에 국민당과의 협력을 독려했다. 트로츠키는 국민당이 프롤레타리아 혁명 개념에 반대한다고 믿었기 때문에 국민당과의 협력에 반대했다. 코민테른은 국민당에 재정적으로 지원하려는 스탈린의 결정을 지지했다. 중국 전략에서 노동자와 농민의 무장을 금지하고 부르주아지와의 협력을 장려했던 스탈린은 제1차 국공 합작 실패 이후 취약한 상태로 간주됐다. 이 실패는 그가 세계혁명에서 "일국 사회주의"로 전환하는 것을 굳혔다. 스탈린은 다시는 중국공산당을 신뢰하지 않았고, 나중에 그들을 농민 중심(토지 개혁)의 혁명을 추진하며 마르크스주의 정통에서 벗어난 "마가린 공산주의자"라고 불렀다.

## 참고 서적
- Boorman, Howard L.; Cheng, Joseph K. H.; Krompart, Janet (1967). 《Biographical Dictionary of Republican China》 (영어). New York: Columbia University Press. ISBN 9780231089579.
- Brandt, Conrad (1958). 《Stalin's Failure in China: 1924-1927》 (영어). Cambridge, Massachusetts: Harvard University Press. OCLC 222139243.
- Chang, Ch’i-yün (1953). 《Tang-shih kai-yao [Outline of the party's history]》 (중국어). Taipei: Central Committee on Culture Supply Association.
- Chiang, Kai-shek (Madame) (1978). 《Conversations with Mikhail Borodin》 (영어). London: Free Chinese Centre.
- Fenby, Jonathan (2004). 《Generalissimo: Chiang Kai-shek and the China He Lost》. London: Simon & Schuster. ISBN 0743231449.
- Fischer, Louis (1930). 《The Soviets in World Affairs: A History of Relations Between the Soviet Union and the Rest of the World》 (영어) 2. London: J. Cape. OCLC 59836788.
- Gao, James Z. (2009). 《Historical Dictionary of Modern China (1800-1949)》 (영어). Lanham, Maryland: Scarecrow Press. ISBN 9780810863088.
- Hsi-Sheng, Ch'I (1976). 《Warlord Politics in China: 1916 - 1928》 (영어). Stanford, California: Stanford University Press. ISBN 9780804766197.
- Jacobs, Dan N. (1981). 《Borodin: Stalin's Man in China》 (영어). Cambridge, Massachusetts: Harvard University Press. ISBN 0-674-07910-8.
- Jordan, Donald A. (1976). 《The Northern Expedition: China's National Revolution of 1926-1928》 (영어). Honolulu: University Press of Hawaii. ISBN 9780824803520.
- Jowett, Philip S. (2013). 《China's Wars. Rousing the Dragon 1894–1949》. 옥스포드: Osprey Publishing. ISBN 9781782004073.
- Jowett, Philip S. (2014). 《The Armies of Warlord China 1911–1928》. 앳글렌, 펜실베이니아: Schiffer Publishing. ISBN 9780764343452.
- Jowett, Philip S. (2017). 《The Bitter Peace. Conflict in China 1928–37》. 스트라우드: Amberley Publishing. ISBN 9781445651927.
- Kwong, Chi Man (2017). 《War and Geopolitics in Interwar Manchuria. Zhang Zuolin and the Fengtian Clique during the Northern Expedition》. 레이던: 브릴 (출판사). ISBN 9789004339125.
- Kotkin, Stephen (2014). 《Stalin: Paradoxes of Power, 1878–1928》. London: Allen Lane. ISBN 978071399944-0.
- Malmassari, Paul (2016) [1st pub. 1989]. 《Armoured Trains》. 번역 Roger Branfill-Cook. 반즐리: Seaforth Publishing (Pen and Sword Books). ISBN 9781848322622.
- Mitter, Rana (2000). 《The Manchurian Myth: Nationalism, Resistance, and Collaboration in Modern China》. 버클리; 로스앤젤레스: 캘리포니아 대학교. ISBN 9780520923881.
- Smith, Stephen Anthony (2000). 《A Road Is Made: Communism in Shanghai, 1920-1927》. 호놀룰루: 하와이 대학교 출판부. ISBN 9780824823146.
- Taylor, Jay (2009). 《The Generalissimo》. 케임브리지: Harvard University Press. ISBN 9780674033382.
- Tolley, Kemp (2000). 《Yangtze Patrol: The U.S. Navy in China》. Annapolis, Maryland: Naval Institute Press. ISBN 1-55750-883-6.
- Wang, Zheng (2014). 《Never Forget National Humiliation: Historical Memory in Chinese Politics and Foreign Relations》. New York, NY: Columbia University Press. ISBN 9780231148917.
- Wilbur, C. Martin (1983). 《The Nationalist Revolution in China, 1923-1928》. 케임브리지, 잉글랜드: Cambridge University Press. ISBN 9780521318648.
- Wilbur, Clarence Martin; How, Julie Lien-ying (1989). 《Missionaries of Revolution: Soviet Advisers and Nationalist China, 1920-1927》 (영어). Cambridge, Massachusetts: Harvard University Press. ISBN 9780674576520.
- Worthing, Peter (2016). 《General He Yingqin: The Rise and Fall of Nationalist China》. Cambridge, England: Cambridge University Press. ISBN 9781107144637.

## 추가 읽기
- Eastman, Lloyd E. (1986). 《The Nationalist Era in China, 1927–1949》. Cambridge, England: Cambridge University Press. ISBN 9780521385916.
- Koga, Yukiko (2016). 《Inheritance of Loss: China, Japan, and the Political Economy of Redemption After Empire》. Chicago, IL: University of Chicago Press. ISBN 9780226412139.
- Lary, Diana (2015). 《China's Civil War》. Cambridge, England: Cambridge University Press. ISBN 9781107054677.